# NK Mraclin
NK Mraclin hrvatski je  nogometni klub sa sjedištem u Mraclinu, kraj Velike Gorice. Osnovan je 5. lipnja 1932. godine pod nazivom Športsko društvo Jelačić.

## Povijest
1930. – Mraclinački školarci donose loptu iz Zagreba.
1932. – Četvorica Mraclinčana: Dragutin Crnić, Vjekoslav Galeković Lojz Pepekov, Dragutin Galeković Načelnikov i Juraj Galeković Dušekov igraju u zajedničkoj momčadi s Vukovinčanima. Klub se tada zove NK Jelačić. Igralište u šumici Gajicama je vlasništvo Mraclinčanina Križanića Fajnseka. NK Jelačić je utemeljila vukovinska općina u koju je tada spadao i Mraclin. To su bili počeci nogometa u naselju.
1935. – Utemeljen je prvi isključivo mraclinački nogometni klub pod nazivom NK Radić. Igra se na Gosponovom igralištu smještenom uz potok Obdinu i željezničku prugu. Radić je bio pod Zagrebačkim nogometnim savezom.
1941. – Zbog Drugog svjetskog rata nogometne strasti u Mraclinu miruju.
1945. – Nakon završetka rata nogometne strasti su se opet rasplamtjele. NK Radić mijenja ime u NK Mraclin. U ljetu iste godine odigrana je prva utakmica poslije rata u susjednom Buševcu. Buševec – Mraclin 5:2.
Sredinom pedesetih godina prošlog stoljeća igralište je bilo u Živicama.
1952. – Igraju Mraclin i prvoligaška Lokomotiva (Zagreb). Mraclin – Lokomotiva 0:11.
1953. – Mraclin igra u 3. razredu.
1954. – Kup utakmica Mraclin – Jaska 3:2. Strijelci: 0:1 – Lujo Kundić (autogol), 0:2 – Stjepan Kovačić Ribić (autogol!), 1:2 – Ribić, 2:2 – Drago Štuban Metalac, 3:2 – Vlado Galeković Mali Francekov (otac Šere i Šerice).
Mladost Petrinja – Mraclin 1:3. Dva pogotka Vlade Galekovića Maloga Francekovoga i jedan gol Drage Štubana Metalca. Također je odigrana utakmica između Mraclina i Sesveta 1:1.
1960. – Krčenjem panjevine i šikare uređeno je današnje pomoćno igralište, nazvano Stadion Graba.
Mraclin – NK Remetinec 7:6! Utakmica je odigrana u susjednoj Vukovini jer je Mraclin kažnjen.
1961. – Nova juniorska generacija u klubu.
1964. – Kup utakmica Mraclin – Elektrostroj (Zonaš) 2:3.
1965. – Kup utakmica Mraclin – Zagreb 1:5. Strijelac za 1:0 bio je Drago Vrban.
1967. – NK Mraclin igra u Podsaveznoj ligi. To razdoblje često se naziva preporodno doba za mraclinački nogomet. Osvojen je kup Velike Gorice: Mraclin – Budućnost (Lomnica) 5:3. Mraclin osvaja mnoge turnire, doba turnirskih pobjeda.
1969. – NK Mraclin ulazi u 1. Zagrebačku ligu, jedan od najviših natjecateljskih rangova u kojem je ikada igrao. To je bilo još jedno preporodno doba mraclinačkog nogometa.
1970. – Jedan od najboljih igrača u povijesti Mraclina, Nikola Cvetnić Ðekson, odlazi u profesionalce. NK Mraclin igra u 2. Zagrebačkoj ligi.
1977. – Mraclin igra u 2. ligi ZNS-A JUG. Iste godine utemeljeni su pioniri, doba uspona mraclinačkog nogometa.
1982. – Igra se u 2. ligi ZNS-A ISTOK.
1985. – Mraclin igra u Meduopćinskoj B ligi. Finale kupa ZNS-A: Mraclin – Kurilovec 0:4. Mraclin ispada iz Meduopćinske lige u Općinsku ligu Velika Gorica. Doba potonuća. Krizni trenuci mraclinačkog nogometa.
1986. – Osvojeni turniri u Okujama, Kučama i Odri. Počela izgradnja svlačionica. Velika pobjeda Mraclina: Radnik – Mraclin 2:4! Kvalifikacije za viši rang: Mraclin – Blaškovec 3:0, Blaškovec – Mraclin 1:1.
1987. – NK Mraclin osvaja Štenkov memorijalni turnir u Kurilovcu.
1992. – Skraćeno natjecanje u Općinskoj ligi Velika Gorica, osvojeno 1. mjesto u svojoj grupi. U kvalifikacijama za viši razred: Mraclin – Obrezina 1:1, Obrezina – Mraclin 3:2.
1994. – NK Mraclin igra u 2. Zagrebačkoj ligi. Doba osrednjosti i ispadanja u brdinu.
1998. – 1. mjesto u 2. županijskoj ligi, ulazak u 1. županijsku ligu, lagani uspon kluba. Igra se protiv suparnika iz velikogoričkog i jaskanskog kraja.
2000. / 2001. – Mraclin igra u Jedinstvenoj županijskoj ligi zagrebačke županije, gdje mu nije bilo mjesto. Igrači siromašni znanjem uvjerljivo su osvojili posljednje mjesto s 20 bodova (8 poraza za redom). U ožujku 2001. godine predsjednik kluba Franjo Križanić Feri je smijenjen. Bio je predsjednik godinama i zaslužan je za mnogo toga.
U ožujku 2001. godine održana je godišnja skupština na kojoj je gosp. Mladen Galeković jednoglasno izabran za novog predsjednika NK Mraclin. Time počinje doba mraclinačkog nogometa vezano uz obnovu i izgradnju objekata te ozbiljan rad sa svim selekcijama, osobito mladeži (početnici, pioniri, juniori).
U lipnju 2002. Nogometni klub Mraclin u sklopu obilježavanja Dana Svetog Vida organizira koncert grupe Magazin, koja je tada na vrhuncu popularnosti. 2003. godine u Mraclin dolazi i popularni pjevač Boris Novković. Mraclin je na oba koncerta ugostio oko 2000 ljudi u organizaciji tadašnjeg tajnika Mladena Štubana. U povijesti Mraclina do tada niti jedna manifestacija u naselju nije bila posjećena u tolikom broju.
5. lipnja 2002. godine NK Mraclin je proslavio 70. obljetnicu igranja nogometa u Mraclinu. Organiziran veliki nogometni turnir seniora i veterana (Memorijal Josip Galeković-Joškec), održana promocija knjige Mraclinački nogometni memento, koncert grupe Magazin, Plava noć...
2003. – Mladen Štuban pokreće službenu web stranicu nogometnog kluba, samim time i prvu stranicu na internetu vezanu za Mraclin. Vitomir Štuban zadužen je za fotografije.
2005. – Ta godina bila je zasigurno najuspješnija u povijesti mraclinskog nogometa. Osim što se NK Mraclin uspio plasirati u 4. HNL, otvoreno je novo predivno igralište i objekt sa svlačionama. Iste godine NK Mraclin je ugostio vodeću momčad 1. HNL, zagrebački Dinamo, te tako otvorio već spomenuto igralište i objekt.
2007. – 14. prosinca u restoranu "Za vašu dušu" u susjednom naselju Okuje održana je šesta tradicionalna Plava noć Nogometnog kluba Mraclin te tako proslavljena uspješna polusezona i osvojeno 4. mjesto u 4. HNL – središte.

## Sportski uspjesi
1953. – Mraclin igra u 3. razredu
1954. – Kup utakmica Mraclin – Jaska 3:2, Mladost Petrinja – Mraclin 1:3
1960. – Mraclin – Remetinec 7:6
1969. – Mraclin ulazi u 1. zagrebačku ligu
1977. – Mraclin igra u 2. zagrebačkoj ligi – Jug
1986. – Osvojeni turniri u Okujama, Kučama i Odri, Radnik (Velika Gorica) – Mraclin 2:4, Mraclin – Blaškovec 3:0
1987. – Mraclin osvaja Štenkov memorijalni turnir u Kurilovcu
1992. – 1. mjesto u Općinskoj ligi Velika Gorica
1998. – 1. mjesto u 2. županijskoj ligi, ulazak u 1. županijsku ligu
2000./01. – Mraclin igra u Jedinstvenoj županijskoj ligi zagrebačke županije
2005. – Prvaci 1. ŽNL – Jug, ulazak u 4. HNL, najbolja momčad Velike Gorice
2007. – 4. mjesto u 4. HNL
2009. – 4. mjesto u 4. HNL
2018. – 4. mjesto u JŽL

## Grb i dres
Grb NK Mraclina ima oblik štita, s rubovima plave i crvene boje. Unutrašnjost je bijele boje. U sredini se nalazi krug koji je ispunjen crveno-bijelim kvadratićima te grančicom turopoljskog hrasta sa žirom. Na grbu su također istaknuti ime kluba (crvenom i plavom bojom), naselja te godina osnutka kluba (oboje plavom bojom).
Glavni dres NK Mraclina je modro plave boje, s istaknutim grbom u gornjem lijevom kutu. Sa stražnje strane stoji broj pojedinog igrača te iznad njega ime kluba. Pričuvni dres je slične kreacije, ali svjetlonarančaste boje.

## Navijači
Igrače NK Mraclina je oduvijek pratio navijački duh i potpora. Neke od posjećenijih utakmica bile su :NK Mraclin – NK Vinogradar (2002. godine), NK Mraclin – NK Dinamo Zagreb (2005. godine), te većina utakmica s klubovima iz susjednih naselja.

## Sezona 2007./08.
1. Kolo: NK Stupnik – NK Mraclin 1:2
(Bibić, Popović)
2. Kolo: NK Banovac – NK Mraclin 1:2
(Brebrić, Šimun)
3. Kolo: NK Mraclin – NK Frankopan 5:1
(Brebrić, Krpačić 2, Jelavić, Bibić)
4. Kolo: NK Libertas – NK Mraclin 2:2
(Brebrić 2)
5. Kolo: NK Mraclin – NK Laduč 6:0
(Krpačić 2, Bibić, Brebrić, Balinčić, Jurišić)
6. Kolo: NK Udarnik – NK Mraclin 1:1
(Balinčić)
7. Kolo: NK Mraclin – NK Graničar 1:1
(Šimun)
8. Kolo: NK Sava – NK Mraclin 3:2
(Brebrić, Bibić)
9. Kolo: NK Mraclin – NK Sokol 5:0
(Brebrić 2, Bibić 2, Šimun))
10. Kolo: NK Metalac – NK Mraclin 2:0
(X)
11. Kolo: NK Mraclin – NK Zelina 0:0
(X)
12. Kolo: NK Mladost – NK Mraclin 0:0
(X)
13. Kolo: NK Mraclin – NK BSK 2:1
(Lučić, Balinčić)
14. Kolo: NK Strmec – NK Mraclin 1:1
(Budimir)
15. Kolo: NK Mraclin – NK Dugo Selo 3:1
(Balinčić, Šimun, Brebrić)
16. Kolo: NK Samobor – NK Mraclin 3:2
(Bibić 2)
17. Kolo: NK Mraclin – NK Bistra 5:3
(Lučić, Popović, Bibić 2, Brebrić )
18. Kolo: NK Mraclin – NK Stupnik 1:3
(Rozić)
19. Kolo: NK Mraclin – NK Banovac 6:0
(Bibić, Brebrić 2, Dandić, Lučić, Šimun)
20. Kolo: NK Frankopan – NK Mraclin 1:1
(Krpačić)
21. Kolo: NK Mraclin – NK Libertas 2:0
(Brebrić, Popović)
22. Kolo: NK Laduč – NK Mraclin 2:0
(X)
23. Kolo: NK Mraclin – NK Udarnik 2:1
(Bibić, Krpačić)
24. Kolo: NK Graničar – NK Mraclin 0:0
(X)
25. Kolo: NK Mraclin – NK Sava 0:0
(X)
26. Kolo: NK Sokol – NK Mraclin 1:1
(Brebrić)
27. Kolo: NK Mraclin – NK Metalac 2:2
(Brebrić, Bibić)
28. Kolo: NK Zelina – NK Mraclin 1:1
(Cvetnić)
29. Kolo: NK Mraclin – NK Mladost 3:1
(Krpačić, Brebrić 2)
30. Kolo: NK BSK – NK Mraclin 1:0
(X)
31. Kolo: NK Mraclin – NK Strmec 1:0
(Balinčić)
32. Kolo: NK Dugo Selo – NK Mraclin 1:5
(Brebrić 2, Popović, Jelavić, Lučić)
33. Kolo: NK Mraclin – NK Samobor 0:3
(X)
34. Kolo: NK Bistra – NK Mraclin 2:2
(Brebrić, Krpačić)

## Vanjske poveznice
- NK Mraclin – Službene stranice  Arhivirana inačica izvorne stranice od 5. listopada 2013. (Wayback Machine)
- Nogometni savez zagrebačke županije – Službene stranice
- Hrvatski nogometni savez – Službene stranice
- Zajednica športskih udruga grada Velike Gorice – Službene stranice
- Zajednica športskih udruga i saveza zagrebačke županije – Službene stranice